# Tajamares de la Pedrera
Tajamares de la Pedrera es una localidad del departamento de Rocha, Uruguay.

## Ubicación
La localidad se encuentra situada en la zona sureste del departamento de Rocha, sobre las costas del océano Atlántico, al noreste de La Paloma. Se accede desde el km 233 de la ruta 10. Limita al suroeste con el balneario Santa Isabel de la Pedrera, y al noreste con el balneario San Antonio.

## Población
Según el censo de 2011 la localidad contaba con una población de 2 habitantes.
| 2             |
| (Fuente: INE) |